# Tucunaré-açu
Cichla temensis ou Tucunaré-açu é um tipo de tucunaré  da América do Sul. Alcançando até 1 metro de comprimento e 13 quilos em peso, é o maior ciclídeo das Américas e talvez o maior ciclídeo existente no mundo, sendo comparável em tamanho apenas ao ciclídeo gigante de Tanganica, Boulengerochromis microlepis.

## Distribuição
C. temensis é nativo das bacias do Orinoco e do Rio Negro, bem como de vários rios menores na Amazônia central (Uatumã, Preto da Eva, Puraquequara e Tefé ), no Brasil, Venezuela e Guiana. Em sua distribuição nativa, é essencialmente restrito aos rios de água negra e seus afluentes.
Tentativas de introdução foram feitas fora de suas áreas nativa, mas não conseguiu se estabelecer na Flórida ou no Texas. Em contraste, proliferou bem em Singapura.

## Aparência
C. temensis se assemelha a outras espécies de tucunarés, mas geralmente é mais alongado e delgado em forma.Os adultos são altamente variáveis no padrão de cor, o que historicamente causou alguns problemas, com alguns especulando que as variantes fossem espécies separadas ou machos / fêmeas. Somente em 2012 foi firmemente estabelecido que os indivíduos escuros com um padrão denso pontilhado claro são os não reprodutores, enquanto os adultos reprodutores são de cor verde-oliva dourada e não têm as manchas claras, e sim três barras largas e escuras em seus corpos. Durante a época de reprodução, alguns machos também desenvolvem uma testa bulbosa. Entre os dois extremos estão vários padrões intermediários. Nenhuma outra espécie de tucunaré conhecida apresenta variações tão extremas entre os adultos.